# Jean Baptiste Gayot Dubuisson

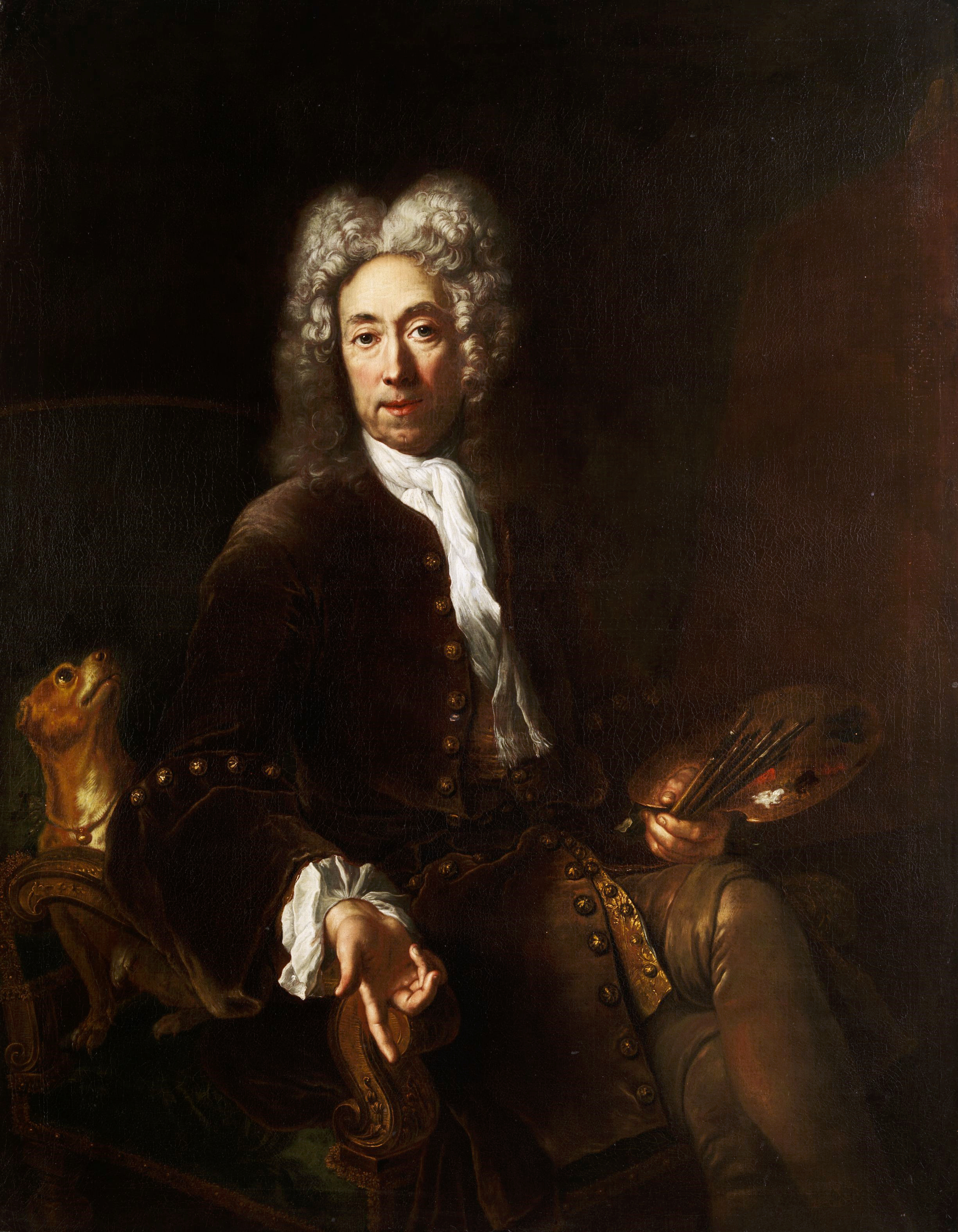
Antoine Pesne: Bildnis Jean Baptiste Gayot Dubuisson, um 1725

Jean Baptiste Gayot Dubuisson (* um 1660 in Paris; † 1730/35 in Warschau) war ein französischer Maler des Barock. Sein Hauptsujet waren Blumenstillleben.

## Leben
Nach Angaben des Kunstsammlers und Kunstkenners Carl Heinrich von Heineken war Dubuisson ein Schüler von Jean-Baptiste Monnoyer (1636–1699). Er lebte längere Zeit in Italien, vor allem in Neapel. Dort heiratete der spätere preußische Hofmaler und Direktor der Berliner Kunstakademie Antoine Pesne Dubuissons älteste Tochter.
Als Pesne mit seiner Frau nach Berlin ging, folgte ihm Dubuisson zunächst dorthin. Laut Heineken wechselte er 1717 nach Dresden an den Hof von August II. 1723 lieferte er jedoch ein Bild aus Berlin. Einige seiner Motive wurden als Vorlage für Tapeten verwendet. Sie gelangten auch nach Warschau, wohin auch Dubuisson nach einigen Jahren zog. Seit 1945 befinden sich in der Dresdner Gemäldegalerie Alte Meister zwei seiner Werke.